# Divisió territorial de Catalunya de 1936

Regions i comarques de 1936

La divisió territorial de Catalunya de 1936 va definir per primer cop les comarques administratives i les regions o vegueries modernes de Catalunya. La Ponència encarregada va fer la definició el 1932, i va ser oficial del 1936 al 1939. Posteriorment es va mantenir en l'àmbit acadèmic. El 1987 es van restaurar les comarques, i l'Estatut d'Autonomia de Catalunya de 2006 recupera les vegueries, a hores d'ara pendent de concretar.

## Constitució de la Ponència
La Ponència d'Estudi de la Divisió Territorial de Catalunya va ser creada per decret d'octubre del 1931. Inicialment va dur el nom més restrictiu de "ponència d'estudi de l'estructura comarcal de Catalunya" i va estar adscrita a la Conselleria de Cultura, ja que el seu titular, Ventura Gassol, en va ser l'impulsor. Es va constituir amb vuit membres, cercant una àmplia representativitat territorial entre les demarcacions provincials vigents i cuidant la diversitat de tendències polítiques. El mes següent s'ampliava amb dos membres addicionals, però la dimissió d'un dels components originals la deixava en nou. Estava integrada per:
| ponent                  | nomenament      | dedicació                | representació territorial              | tendència política                |
| ----------------------- | --------------- | ------------------------ | -------------------------------------- | --------------------------------- |
| Antoni Bergós           | octubre         | advocat                  | lleidatà (Comarques de Ponent)         | Partit Catalanista Republicà      |
| Pere Blasi              | octubre         | geògraf i docència       | de Torroella de Montgrí (Baix Empordà) | Esquerra Republicana de Catalunya |
| Manuel Galés            | octubre         | docència                 | de Valls (Terres de Migjorn)           | Esquerra Republicana de Catalunya |
| Josep Iglésies          | octubre         | geògraf                  | de la Riba (Terres de Migjorn)         | Acció Catalana Republicana        |
| Miquel Santaló          | octubre         | geògraf i docència       | empordanès establert a Girona          | Esquerra Republicana de Catalunya |
| Felip Solé i Olivé      | octubre         | docència                 | lleidatà (Comarques de Ponent)         | ---                               |
| Pau Vila                | octubre         | geògraf i docència       | sabadellenc                            | Acció Catalana Republicana        |
| Antoni Esteve           | novembre        | farmacèutic i estudiós   | manresà                                | ---                               |
| Antoni Rovira i Virgili | novembre        | historiador i publicista | de Tarragona                           | Acció Catalana Republicana        |
| Ferran Valls i Taberner | oct. > dimiteix | historiador i arxiver    | barceloní                              | Lliga Regionalista                |

La presidència de la Ponència era assumida pel Conseller, la vicepresidència per Pau Vila, i la secretaria per Josep Iglésies. L'abril del 1932 la ponència va passar a dependre de la Conselleria de Governació.

## Els treballs de la Ponència

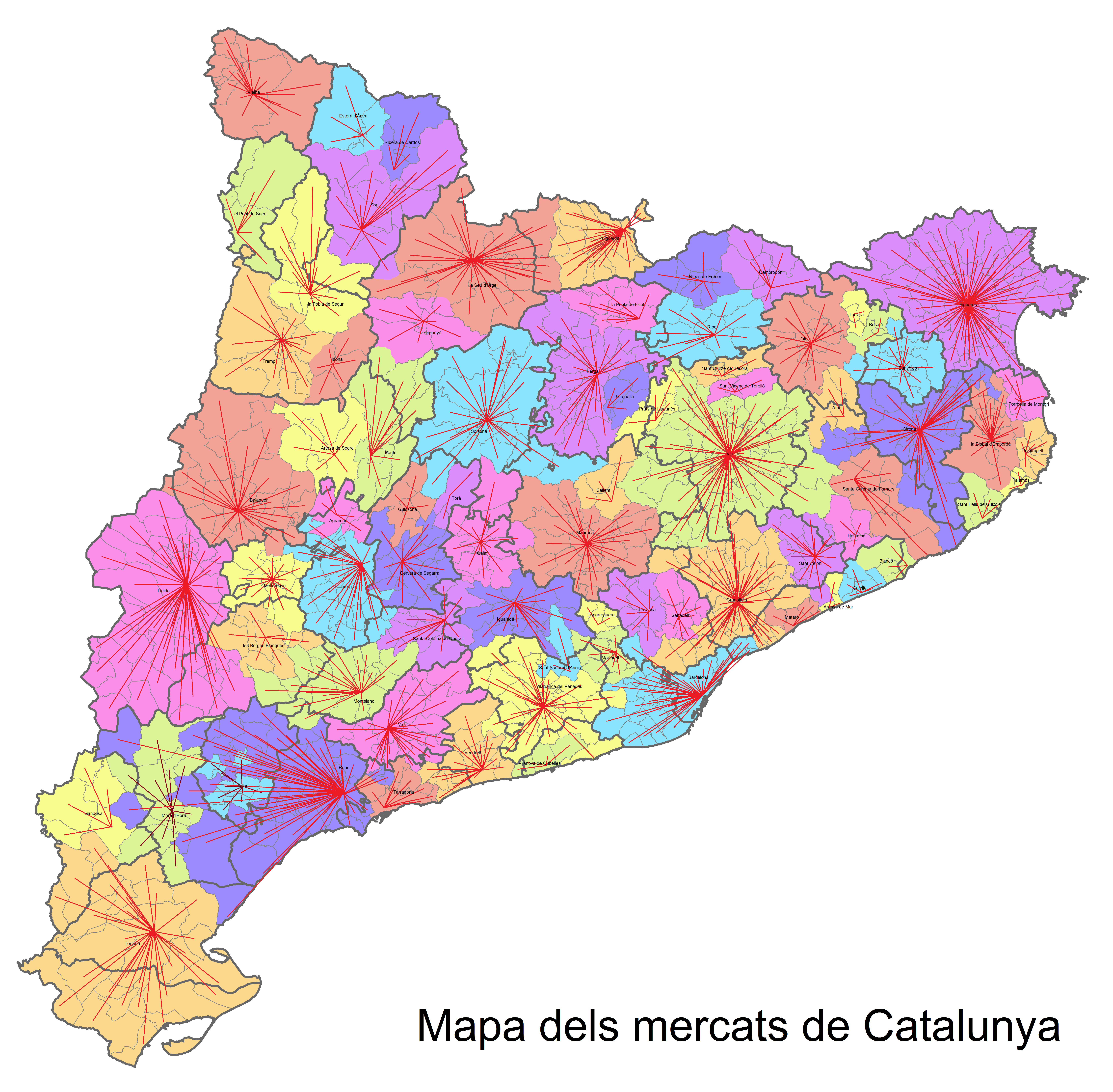
Resultats de l'enquesta de 1931

La Ponència es va fixar com a principis: a) establir el menor nombre possible de demarcacions; b) que des de cada poble es pogués anar i tornar en un dia a la seva capital; c) que les demarcacions fossin equilibrades quant a nombre d'habitants, o bé que l'extensió compensés les diferències.
El novembre del 1931 es va adreçar un qüestionari a tots els ajuntaments amb tres preguntes:
1. A quina comarca penseu que pertany el vostre poble?
2. A quin indret aneu principalment a mercat?
3. Aneu també a algun altre mercat?

El mapa resultant de la primera pregunta mostrava una gran varietat de noms tradicionals amb una barreja de conceptes comarcals i de localismes. El mapa amb les àrees de radiació dels mercats mostrava les relacions funcionals, tant per la facilitat de comunicacions com per les relacions mercantils i tradicionals. Amb aquesta base, i amb les denominacions popular del primer mapa, es va fer un primer avantprojecte de vint-i-vuit comarques. Després de rectificacions i confirmacions sobre el terreny es va presentar el primer projecte el 13 de setembre del 1932.
El primer projecte tenia alguns vots particulars dels ponents. El fet de mantenir un nombre reduït de comarques provocava algunes artificiositats. De seguida la Ponència es va posar a treballar en un segon projecte basant-se en una divisió en dos nivells fent agrupacions de supercomarques que facilitessin la relació administrativa. El nou projecte va ser aprovat per unanimitat, el 12 d'octubre del 1932, en una sessió presidida pel Conseller de Governació, Josep Tarradellas. Recuperant la denominació històrica i popular de vegueria, la divisió de Catalunya quedava estructurada en trenta-vuit comarques i nou vegueries.
Acabats els treballs, la Ponència va col·laborar amb la Secció de Filologia de l'Institut d'Estudis Catalans que tenia l'encàrrec de corregir ortogràficament i etimològicament el nomenclàtor de municipis. Des d'un punt de vista geogràfic la Ponència va participar en l'addició de determinatius per als noms homònims, bé al·lusiu a la comarca, d'algun accident geogràfic distingidor, o bé tradicional. La nova nomenclatura va ser publicada en Decret del 13 de febrer del 1933.
La publicació i divulgació de l'Informe de la Ponència va tenir una gran acceptació. Malgrat això, no es va preparar un projecte de llei per presentar al Parlament fins al setembre del 1934. Però els fets del sis d'octubre van provocar la suspensió del govern de Catalunya.
Restablert el febrer del 1936, l'inici de la Guerra Civil espanyola va precipitar que el govern aprovés el projecte per decret del 27 d'agost, a iniciativa del Conseller d'Economia, Josep Tarradellas. En la divisió aprovada, es va canviar la denominació de vegueria per regions numerades, la Garrotxa va canviar de la regió de Vic a Girona, i es va eliminar la doble capitalitat de Tremp i la Seu d'Urgell en favor de la primera.
El Decret del 23 de desembre del 1936, on es confirmava la divisió i se'n detallaven els municipis, diu:
«Signe de la submissió a un centralisme que repugnava a la nostra ànima col·lectiva, les quatre províncies amb què era dividida Catalunya d'ençà de l'any 1833, foren suprimides per a donar lloc a la reestructuració de la unitat catalana […] Per a governar Catalunya des de Barcelona calen unes divisions noves adaptades a les característiques de la nostra autonomia i basades en les realitats naturals i econòmiques de la terra.»